# The Very Thought of You (Ricky Nelson)
| Recensione | Giudizio |
| ---------- | -------- |
| AllMusic   | [ 1 ]    |

The Very Thought of You è un album discografico di Rick Nelson, pubblicato dalla casa discografica Decca Records nell'agosto del 1964.

## Tracce
Lato A
1. My Old Flame – 2:13 (Sam Coslow, Arthur Johnston) – Registrato il 21 febbraio 1964
2. Just a Little Bit Sweet – 2:12 (Charlie Rich) – Registrato il 24 marzo 1964
3. The Loneliest Sound – 2:38 (Dave Burgess, James Best) – Registrato il 26 marzo 1964
4. You'll Never Fall in Love Again – 2:57 (Charles Bene) – Registrato il 31 marzo 1964
5. The Very Thought of You – 1:55 (Ray Noble) – Registrato il 10 marzo 1964
6. I Don't Wanna Love You – 2:07 (Barry Mann, Cynthia Weil) – Registrato il 24 marzo 1964

Lato B
1. I'll Get You Yet – 2:55 (Charles Bene, William D'Elia) – Registrato il 24 marzo 1964
2. I Wonder (If Your Love Will Ever Belong to Me) – 2:20 (Kenneth Goodloe, Joe C. Jones, Ted Goodloe, Otis W. Munson, Carl McGinnis) – Registrato il 21 febbraio 1964
3. Be My Love – 2:16 (Sammy Cahn, Nicholas Brodszky) – Registrato il 10 marzo 1964
4. I Love You More Than You Know – 2:48 (Dave Burgess) – Registrato il 26 marzo 1964
5. Love Is the Sweetest Thing – 2:15 (Ray Noble) – Registrato il 21 febbraio 1964
6. Dinah – 3:53 (Sam M. Lewis, Joe Young, Harry Akst) – Registrato il 18 marzo 1964[3]

## Musicisti
My Old Flame / I Wonder (If Your Love Will Ever Belong to Me) / Love Is the Sweetest Thing
- Rick Nelson - voce solista
- James Burton - chitarra
- Billy Strange - chitarra
- Ray Johnson - pianoforte, organo (brani: My Old Flame e I Wonder (If Your Love Will Ever Belong to Me))
- Joe Osborn - contrabbasso
- Richie Frost - batteria
- Gruppo vocale sconosciuto - cori (brano: I Wonder (If Your Love Will Ever Belong to Me))
- Jimmie Haskell - produttore

Just a Little Bit Sweet / I Don't Wanna Love You / I'll Get You Yet
- Rick Nelson - voce solista
- James Burton - chitarra
- Jerry Cole - chitarra
- Ray Johnson - pianoforte, organo (brani: Just a Little Bit Sweet e I Don't Wanna Love You)
- Joe Osborn - contrabbasso
- Richie Frost - batteria
- Jimmie Haskell - produttore

The Loneliest Sound / I Love You More Than You Know
- Rick Nelson - voce solista
- James Burton - chitarra
- Billy Strange - chitarra
- Ray Johnson - pianoforte
- Joe Osborn - contrabbasso
- Richie Frost - batteria
- Jimmie Haskell - produttore

You'll Never Fall in Love Again
- Rick Nelson - voce solista
- James Burton - chitarra
- Jerry Cole - chitarra
- Ray Johnson - pianoforte
- Joe Osborn - contrabbasso
- Richie Frost - batteria
- Jimmie Haskell - produttore

The Very Thought of You / Be My Love
- Rick Nelson - voce solista
- James Burton - chitarra
- Jerry Kolbrack (aka Jerry Cole) - chitarra
- Ray Johnson - pianoforte
- Joe Osborn - contrabbasso
- Richie Frost - batteria
- Jimmie Haskell - produttore

Dinah
- Rick Nelson - voce solista
- James Burton - chitarra
- Jerry Cole - chitarra
- Ray Johnson - pianoforte
- Joe Osborn - contrabbasso
- Richie Frost - batteria
- Jimmie Haskell - produttore[3]

Note aggiuntive
- Jimmie Haskell - direzione orchestra[5]